# Galar (Navarra)
Galar (als Verbandsgemeinde Cendea de Galar, baskisch Galar Zendea) ist ein Ort und eine Gemeinde in der Autonomen Gemeinschaft Navarra mit 2299 Einwohnern (Stand: 1. Januar 2022). Die Gemeinde besteht aus den Ortschaften Arlegui, Barbatáin, Cordovilla (bask.: Kordobila), Esquíroz, Esparza de Galar, Salinas de Pamplona (bask.: Getze), Galar, Olaz-Subiza und Subiza. Der Verwaltungssitz befindet sich in Salinas de Pamplona.

## Geografische Lage und Wirtschaft
Galar liegt in der Metropolregion, etwa fünf Kilometer südlich vom Stadtzentrum von Pamplona in einer Höhe von ca. 440 m. Die Autovía A-15 verläuft durch die Gemeinde. Im Gemeindegebiet liegt der Flughafen Pamplona-Noáin. 

## Bevölkerungsentwicklung
| Jahr      | 1970 | 1981 | 1991 | 2001 | 2011 | 2021 |
| Einwohner | 4004 | 3594 | 3145 | 1233 | 1783 | 2274 |